# クリストフ・デマンティウス
ヨハン・クリストフ・デマンティウス（デマンツィウスとも、Johann Christoph Demantius, 1567年12月15日 - 1643年4月20日）は、ボヘミア出身のドイツ（ザクセン選帝侯国）の作曲家・音楽理論家・詩人。クラウディオ・モンテヴェルディと完全に同世代で、ドイツのルター派教会音楽における、ルネサンス音楽からバロック音楽への過渡期を代表する作曲家。音楽理論家としては、ドイツ語による最初の音楽事典を編纂したことで有名。

## 生涯
ボヘミア北部のライヒェンベルクに生まれ、おそらく地元で早期教育を受けたと思われるが、生い立ちに関する証拠文書はほとんど入手できない。1590年代までにバウツェンに移って教科書を執筆し、1593年にはヴィッテンベルク大学より学位を得る。1594年にライプツィヒに移転、1597年にツィッタウで楽長職を得る。同地でおそらくメルヒオール・フランクら青年を指導したらしい。
次にフライベルク大聖堂の楽長職に就任、実質上の終身楽長となる。地位を得ることはできたものの、三十年戦争によって生活はめちゃめちゃに壊され、4度の結婚でもうけた子供たちのほとんどが、戦争によって引き起こされた困難のために早死にした。

## 作品
デマンティウスはすこぶる多作な作曲家であったにもかかわらず、作品の多くが紛失している。現存する作品に関して言うと、様式的にはオルランド・ディ・ラッソの後継者であり、前半生においてその影響を受けたことが明らかである。
宗教音楽の分野においてデマンティウスは、モテット、ミサ曲、マニフィカト、詩篇、ヨハネ受難曲がある。デマンティウスの受難曲は、後期ルネサンス音楽の最も重要視される受難曲の中でも、とりわけ傑出した作品である。デマンティウスのモテットはルネサンス音楽の様式で作曲されているが、すべてルター派のために作曲されている。いくつかはドイツ語のテクストが使われているのを除けば、ほかはラテン語に作曲されている。1610年までにドイツでは広く用いられるようになっていた、コンチェルタント様式や通奏低音のような、イタリア 初期バロック音楽の新機軸を避けているという点において、デマンティウスのモテットは保守的である。だが、伝統的な形式や表現手段を用いながらも、いたって独創的な音楽言語も創り出しており、同時代のおおむね「保守的」と見なされた他の作曲家に用いられた、ジョヴァンニ・ダ・パレストリーナのポリフォニー様式とはかなりの相違をみせている。
歌曲や器楽曲といった世俗音楽も遺しており、挽歌、祝婚歌、舞曲など、数多くの機会音楽がある。声楽曲の歌詞は自作を用いていたようだ。 